# Xã De Witt, Quận Divide, Bắc Dakota
Xã De Witt (tiếng Anh: De Witt Township) là một xã thuộc quận Divide, tiểu bang Bắc Dakota, Hoa Kỳ. Năm 2010, dân số của xã này là 18 người.